# Selma (Alabama)
Selma − miasto w południowo-wschodniej części Stanów Zjednoczonych, w Alabamie, stolica hrabstwa Dallas.

## Historia
W marcu 1965 z Selmy wyruszyły do Montgomery (Alabama) trzy marsze aktywistów na rzecz wprowadzenia faktycznego równouprawnienia afroamerykanów, które prowadzili m.in. Martin Luther King i Ralph Abernathy. Było to jedno z najbardziej spektakularnych wydarzeń podczas kampanii Ruchu praw obywatelskich w Stanach Zjednoczonych. 

O marszach opowiada m.in. amerykańsko-brytyjski film Selma z 2014 w reżyserii Avy DuVernay. Nawiązanie do ich pojawia się również w piosence „Eve of Destruction” w wykonaniu Barry'ego McGuire'a z 1965 roku.

## Demografia
- Liczba ludności: 16 666 (2023)
- Gęstość zaludnienia: 445,61 os./km²
- Powierzchnia: 37,4 km²